# Sergio Kerusch
Sergio Kerusch (* 6. Januar 1989 in Memphis, Tennessee) ist ein deutsch-US-amerikanischer Basketballspieler. Der gebürtige US-Amerikaner besitzt durch seinen deutschen Vater beide Staatsbürgerschaften und spielte nach dem Studium in seinem Geburtsland als Profi in Europa.

## Karriere
Nach der High-School-Zeit in seiner Geburtsstadt musste Kerusch zum Studium zunächst an ein Community College. So studierte er ab 2007 ein Jahr am Itawamba Community College in Mississippi. Mit der Hochschulmannschaft Indians gewann er in der Division I der National Junior Collegiate Athletic Association (NJCAA) die regionalen Meisterschaften und zog in die landesweite Endrunde der 16 besten Mannschaften ein. Anschließend konnte er an die Western Kentucky University wechseln, wo er für die Hochschulmannschaft Hilltoppers in der Sun Belt Conference der National Collegiate Athletic Association (NCAA) spielte. In seiner ersten Spielzeit bei den Hilltoppers gewannen diese die Hauptrunde der Conference und verteidigten ihren Titel im Meisterschafts-Finalturnier. Bei der landesweiten NCAA-Endrunde überraschte man in der ersten Runde die höher eingestuften Fighting Illini der University of Illinois at Urbana-Champaign, verlor aber in der zweiten Runde knapp mit zwei Punkten Unterschied gegen die Bulldogs der Gonzaga University. In den beiden folgenden Spielzeiten konnten sich die Hilltoppers für keine Endrunde mehr qualifizieren.
2011 begann Kerusch eine Karriere als Profi in der griechischen A1 Ethniki bei Aris Thessaloniki. Für seine Europakarriere nutzte Kerusch seine deutsche Staatsbürgerschaft, um unter nicht so restriktive Ausländerbeschränkungen für EU-Bürger zu fallen. Während Aris als Siebter der Hauptrunde in der ersten Play-off-Runde gegen Titelverteidiger Panathinaikos Athen ausschied, konnte Kerusch durch seine enorme Athletik auf sich aufmerksam machen. Anschließend wurde er für die folgende Saison 2012/13 vom deutschen Erstligisten Artland Dragons aus Quakenbrück verpflichtet. Kerusch zeigte hier jedoch Anpassungsprobleme an die europäische Spielweise und konnte sich keinen festen Platz in der Rotation der eingesetzten Spieler erspielen. Stattdessen sanken seine Spielanteile zum Saisonende hin. In der ersten Play-off-Runde um die Meisterschaft verloren die Dragons gegen vorherigen Vizemeister Ratiopharm Ulm. Für die Saison 2013/2014 hatte Kerusch zwar noch einen Vertrag bei den Artland Dragons, allerdings spielte er in den Planungen des Trainers keine Rolle mehr. Daher war geplant, dass er als Trainingsspieler zur Verfügung steht und sich in Quakenbrück fit halten kann. Er verletzte sich aber schon vor Saisonbeginn und fiel für mehrere Monate aus. Er bestritt 2013/2014 kein einziges Pflichtspiel für die Niedersachsen.
Im Februar 2015 wurde er von einem weiteren deutschen Erstligisten, den Eisbären Bremerhaven, verpflichtet und absolvierte für die Mannschaft bis zum Ende der Saison 14/15 zwölf Spiele in der Bundesliga. Nachdem er in der Saison 2015/16 aussetzte, unterschrieb Kerusch im Juni 2016 einen Vertrag beim Mitteldeutschen BC, der zuvor aus der Bundesliga in die 2. Bundesliga ProA abgestiegen war. Er wurde mit dem MBC ProA-Meister 2017 und war auf dem Weg zum Titelgewinn mit einem Punkteschnitt von 16,5 zweitbester Werfer der Weißenfelser. Im August 2017 wurde bei Kerusch eine Hodenkrebserkrankung festgestellt. Er ließ sich in Weißenfels behandeln und kehrte im November 2017 in den Bundesliga-Spielbetrieb zurück. Er bestritt insgesamt 198 Pflichtspiele (Bundesliga, 2. Bundesliga, Pokal) für den MBC und erreichte mit 1055 in der Bundesliga erzielten Punkten den Höchstwert in der Geschichte der Mannschaft. Anfang Februar 2023 wechselte Kerusch vom MBC zum Zweitligisten Medipolis SC Jena.
Kerusch wurde 2023 als Mitarbeiter des Internetsportsenders Dyn tätig.